# 흑군단

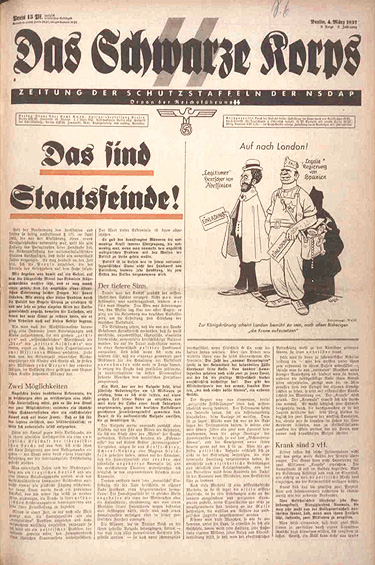

《흑군단》(독일어: Das Schwarze Korps 다스 슈바르츠 코릅스[*])는 친위대(SS)의 공식 기관지였다. 이 신문은 매주 수요일에 발행되어 무료로 배포되었다. SS대원들은 각자 읽어야 했으며, 다른 사람들에게 읽어보라고 권해야 했다. 이 신문의 편집장은 SS 간부인 군터 달퀀이었고, 발행인은 막스 아만이었다. 아만은 프란츠-에어-페어라크 출판사의 사장이기도 했다. 신문은 가톨릭교회와 유대인에게 많은 논설로 많은 집단에 적대적이었다. 첫 번째 판은 1935년 3월 6일에 등장했으며, 7만 부가 발행되었다. 같은해 11월, 발행 부수는 20만 부에 달했고, 1944년에는 75만 부까지 증가했다. 신문은 SS보안방첩부와 밀접한 협력 관계로 발행되었으며, 모든 기사는 그들과 협의한 후에 게재되었다.